# Bucharest Open 2016
Bucharest Open 2016 este un turneu de tenis feminin profesionist jucat pe zgură roșie. Aceasta este a 3-a ediție a turneului și face parte din Turneul WTA 2016. Evenimentul are loc la Arenele BNR din București, România între 11 și 17 iulie 2016.

## Puncte și premii

#### Simplu și dublu
| Tur                | Premii pentru simplu | Puncte       |
| ------------------ | -------------------- | ------------ |
| Câștigător         | 43.000$              | 280          |
| Finală             | 21.400$              | 180          |
| Semifinală         | 11.300$              | 110          |
| Sferturi de finală | 5.900$               | 60           |
| Al doilea tur      | 3.310$               | 30 ,1(dublu) |
| Primul tur         | 1.925$               | 1            |

## Favoriți

### WTA Simplu
| Nume                 | Locul | Favorit nr. |
| -------------------- | ----- | ----------- |
| Simona Halep         | 5     | 1           |
| Sara Errani          | 21    | 2           |
| Karolina Schmiedlova | 40    | 3           |
| Laura Siegemund      | 42    | 4           |
| Monica Niculescu     | 47    | 5           |
| Danka Kovinic        | 52    | 6           |
| Anastasija Sevastova | 66    | 7           |
| Cagla Buyukakcay     | 77    | 8           |

Următoarele jucătoare au primit wildcard pentru tabloul principal:
- Ioana Mincă
- Elena Gabriela Ruse
- Francesca Schiavone

### WTA Dublu
| Nume                          | Favorit nr. |
| ----------------------------- | ----------- |
| Kalashnikova O. / Shvedova Y. | 1           |
| Kania P. / Krejcikova B.      | 2           |
| Mitu A. / Rosolska Ali.       | 3           |
| Bonaventure Y. / Olaru I.R.   | 4           |

Următoarele perechi au primit wildcard pentru tabloul principal:
- Dinu C. / Ruse G.
- Bara Irina M. / Dascalu N-C.

## Campioană(e)

### Simplu
- Simona Halep vs Anastasija Sevastova (6-0,6-0)

### Dublu
- Jessica Moor/Varatchaya Wongteanchai vs Alexandra Cadantu / Katarzyna Piter (6-3,7-6)